# Michael Rudolph Hendrik Calmeyer

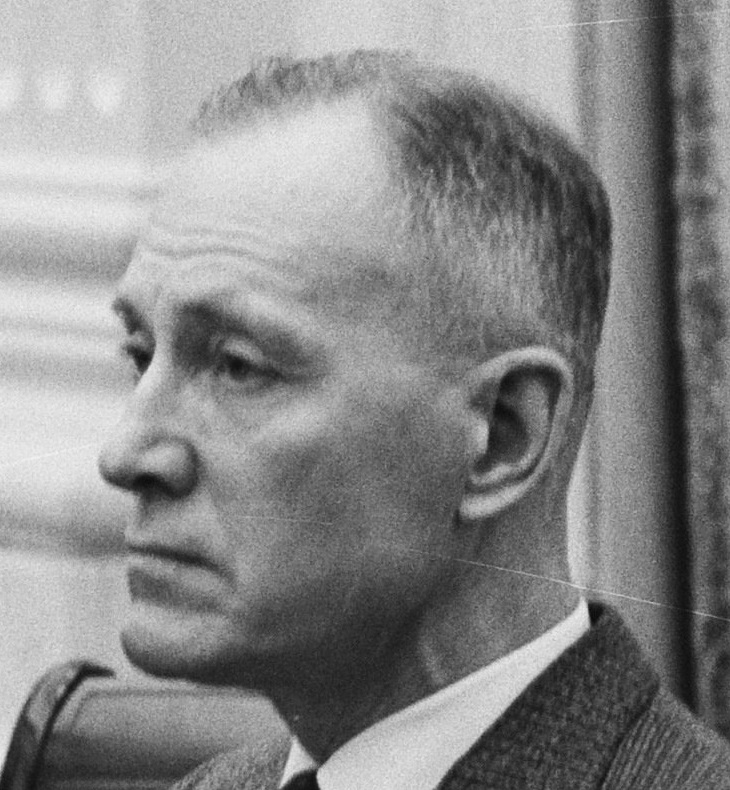
Michael Rudolph Hendrik Calmeyer (1963)

Michael Rudolph Hendrik Calmeyer (* 11. Juni 1895 in Hellevoetsluis, Voorne-Putten, Provinz Zuid-Holland; † 7. März 1990 in Den Haag) war ein niederländischer Offizier und Politiker der Christelijk-Historische Unie (CHU), der unter anderem zwischen 1956 und 1959 Mitglied der Zweiten Kammer der Generalstaaten sowie von 1959 bis 1963 Staatssekretär für die Land- und Luftstreitkräfte im Verteidigungsministerium war. Als Staatssekretär im Kabinett De Quay war er für den Einkauf des einstrahligen Kampfflugzeuges Lockheed F-104 „Starfighter“ verantwortlich. Er gehörte dem rechten Flügel der CHU an und verließ diese später aus Unzufriedenheit mit der Fusion mit der Katholieke Volkspartij (KVP).

## Leben

### Offiziersausbildung, Zweiter Weltkrieg und Generalleutnant

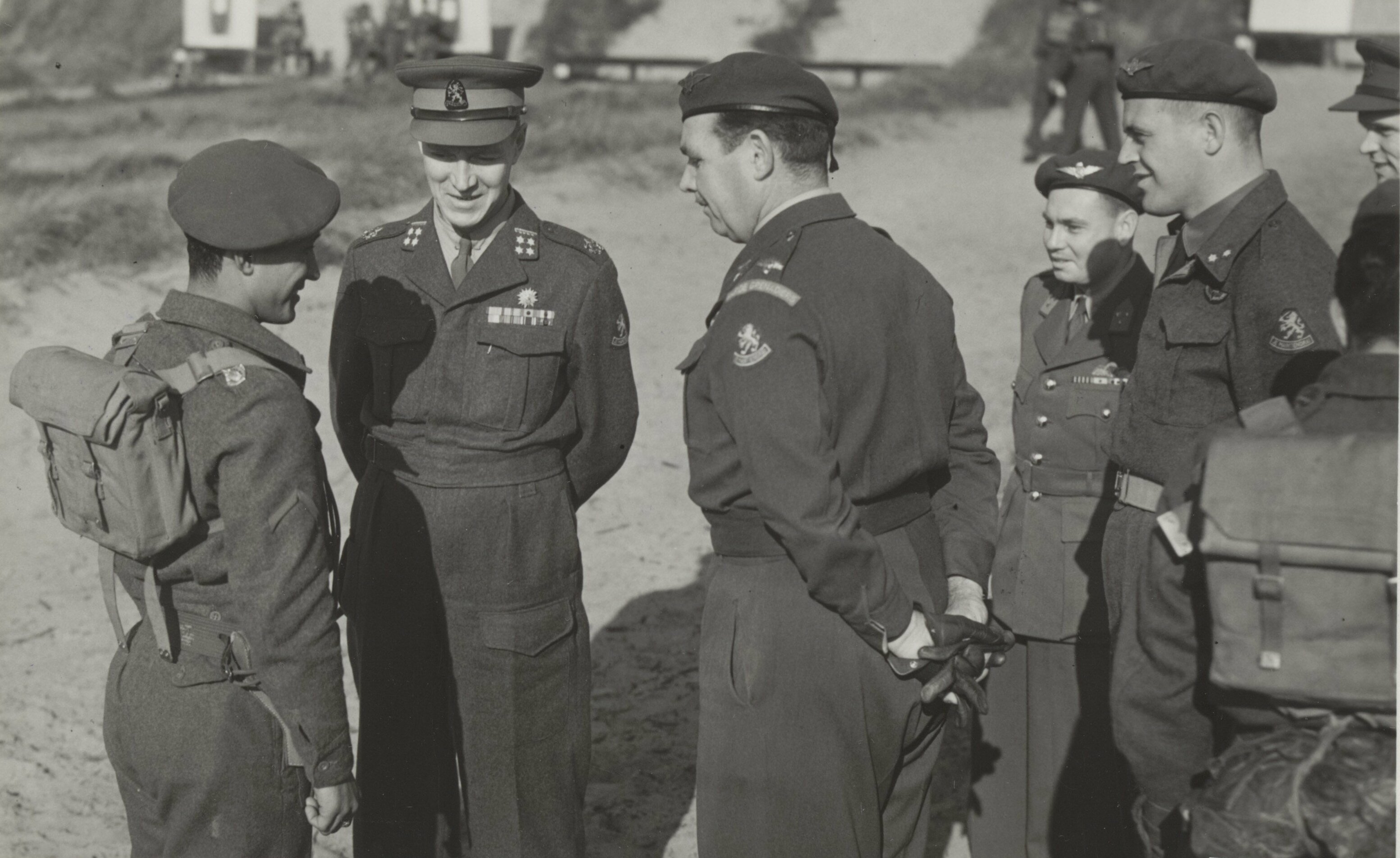
Generalleutnant Calmeyer als stellvertretender Chef des Generalstabes bei einem Truppenbesuch (13. Oktober 1950).

Michael Rudolph Hendrik Calmeyer absolvierte zwischen 1914 und 1917 eine Offiziersausbildung an der Königlichen Militärakademie KMA (Koninklijke Militaire Academie). Er fand Anschließend Verwendung in der Königlich Niederländisch Indischen Armee KNIL (Koninklijk Nederlandsch-Indisch Leger) in Niederländisch-Indien und absolvierte zudem die Höhere Kriegsschule (Hogere Krijgsschool), woraufhin er Offizier im Generalstab wurde. 1933 wurde er Mitglied der Konföderation für den nationalen Wiederaufbau VNH (Verbond voor Nationaal Herstel). Er nahm nach der deutschen Invasion im Mai 1940 als Kommandant von Einheiten in der Festung Holland am Zweiten Weltkrieg teil und geriet in deutsche Kriegsgefangenschaft. Er befand sich zunächst ab Mai 1942 im Kriegsgefangenenlager Langwasser sowie danach im Lager Stanislau, ehe er sich von Januar 1944 bis zu seiner Befreiung 1945 im Lager Neubrandenburg.
Nach Kriegsende übernahm Calmeyer verschiedene Funktion im Heer (Koninklijke Landmacht) und wurde am 1. November 1948 zum Generalmajor (Generaal-majoor) sowie am 1. Mai 1949 zum Generalleutnant (Luitenant-generaal) befördert. Nachdem er zeitweilig stellvertretender Chef des Generalstabes (Plaatsvervangend chef van de Generale Staf) war, fungierte er zwischen dem 1. September 1951 und 1953 als Direktor des Studienzentrums für Verteidigung (Defensie Studie Centrum). Im Anschluss war er von 1953 bis zum 1. Mai 1955 Militärberater des Ständigen Vertreters der Niederlande im Nordatlantikrat sowie in Personalunion Leiter der Militärabteilung der niederländischen Delegation bei den Verhandlungen über die Europäische Verteidigungsgemeinschaft (EVG).

### Mitglied der Zweiten Kammer und Staatssekretär

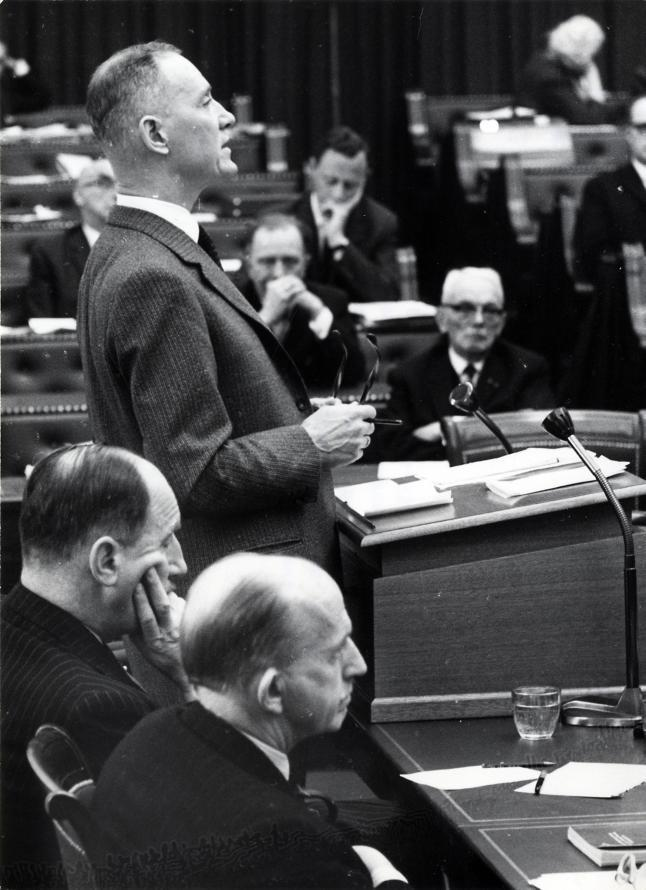
Staatssekretär Calmeyer bei einer Fragestunde in der Zweiten Kammer der Generalstaaten (9. April 1963).

Als Vertreter der Christlich-Historischen Union CHU (Christelijk-Historische Unie) wurde Callmeyer am 6. November 1956 Mitglied der Zweiten Kammer der Generalstaaten (Tweede Kamer der Staten-Generaal), des Unterhauses des Parlaments (Generalstaaten), und gehörte dieser bis zum 19. Juni 1959 an. 1956 sollte er das Amt des Verteidigungsministers übernehmen, was er jedoch wegen des Einspruchs gegen Haushaltskürzungen ablehnte. Während dieser Zeit war er vom 19. November bis zum 23. November 1956 Mitglied der Delegation bei der Zweiten Konferenz der Abgeordneten der NATO-Staaten sowie zwischen dem 3. Juni 1958 und Juni 1959 Mitglied des Kammerausschusses zur Erforschung der Verteidigungs- und Materialbeschaffungspolitik. Er war verteidigungspolitischer Sprecher der CHU-Fraktion sowie Fraktionssprecher bei der Diskussion des Entwurfs des Polizeigesetzes sowie 1957 Sprecher seiner Fraktion bei der Diskussion des Gesetzentwurfs zur Annahme des Vertrags zur Europäischen Wirtschaftsgemeinschaft (EWG).
Am 19. Juni 1959 wurde Michael Rudolph Hendrik Calmeyer im Kabinett De Quay Staatssekretär für die Land- und Luftstreitkräfte im Verteidigungsministerium (Staatssecretaris van Defensie (belast met de Koninklijke lucht- en landmacht)) und bekleidete dieses Amt bis zum 24. Juli 1963. Gemeinsam mit Verteidigungsminister Sim Visser war er für den Einkauf des einstrahligen Kampfflugzeuges Lockheed F-104 „Starfighter“ verantwortlich und während der parlamentarischen Debatte zu diesem Beschluss war er der Hauptsprecher des Kabinetts. Er sprach sich energisch gegen den Beschluss der Generalsynode der Reformierten Kirche vom Oktober 1961 aus, das den Einsatz von Atomwaffen ablehnte. 1963 verfasste er zusammen mit dem Staatssekretär im Außenministerium Hans van Houten ein Gesetz zur Billigung des am 17. Januar 1963 in Den Haag mit der Bundesrepublik Deutschland geschlossenen Abkommens über die Stationierung von Truppenteilen der Bundesrepublik in den Niederlanden. Im Juni 1960 war er krankheitsbedingt einige Zeit beurlaubt. 1963 wurde er für seine Verdienste Großoffizier des Ordens von Oranien-Nassau. Er gehörte dem rechten Flügel der CHU an und verließ diese später aus Unzufriedenheit mit der Fusion mit der Katholieke Volkspartij (KVP).